# ونرن یونتائو
ونرن یونتائو (انگلیسی: Wenren Yuntao؛ متولد ۲۷ فوریه ۱۹۹۴) تکواندوکار چینی است.
او در مسابقات قهرمانی تکواندو جهان ۲۰۱۷، پس از شکست در برابر پانیپاک وونگپاتاناکیت در بازی نیمه نهایی، در دسته مگس‌وزن (سبک‌وزن) برنده مدال برنز شد. او در مسابقات قهرمانی تکواندو جهان ۲۰۱۹ در دسته خروس‌وزن رقابت کرد و در مرحله یک‌هشتم نهایی توسط فانناپا هارنسوجین که نهایتاً برنده مدال طلا شد، شکست خورد.